# 総合科学部
総合科学部（そうごうかがくぶ）は大学の学部の1つである。

## 概要
1974年に広島大学で教養部を改組して初めて設置された。文理融合を目的とした、学際的な学部である。しかし、文系と理系のコースに分かれていることが多く、完全に文系と理系が融合しているとは言い切れない。この現状を踏まえ、総合科学部の元祖の広島大学では、学際的な自主編成による単位修得も可能となるようにカリキュラムを変更した。

## 総合科学部を置く日本の大学

### 国立大学
- 広島大学（教養部を改組）
- 徳島大学（教員養成系の鳴門教育大学設立後に教育学部を改組）
- 山口大学（平成27年4月に設置）

### 公立大学
- 横浜市立大学国際総合科学部（2005年、商学部・国際文化学部・理学部の3学部を統合）

## 総合科学部に類する組織を置く日本の大学
- 岡山大学マッチングプログラムコース
- 兵庫県立大学環境人間学部